# Hugo Gens
Pour les articles homonymes, voir Gens.

a Compétitions nationales et continentales officielles uniquement.

Dernière mise à jour le 19 octobre 2023.
Hugo Gens, né le 11 mars 2001, est un joueur français de rugby à XV. Il évolue au poste de troisième ligne aile.

## Biographie
Hugo Gens est formé au sein du centre de formation du Montpellier HR. Il fait ses débuts en Top 14 le 15 mai 2021 à Paris lors d'un match contre le Stade français .
En 2022, il quitte le MHR et rejoint le SO Millau.

## Palmarès
- Super Challenge de France Excellence 2015 avec l'équipe des minimes (U14) du Montpellier HR[3]